# Fegor Ogude
Fegor Ogude, född 14 juli 1987 i Lagos, Nigeria, är en nigeriansk fotbollsspelare som senast spelade för ryska Jenisej Krasnojarsk i Premjer-Liga. Han spelar också för Nigerias landslag.